# Шаневил
Шаневил (фр. Champneuville) насеље је и општина у североисточној Француској у региону Лорена, у департману Меза која припада префектури Верден.
По подацима из 2011. године у општини је живело 120 становника, а густина насељености је износила 10,01 становника/km². Општина се простире на површини од 11,99 km². Налази се на средњој надморској висини од 235 метара (максималној 337 m, а минималној 181 m).

## Демографија
| 1962. | 1968. | 1975. | 1982. | 1990. | 1999. | 2011. |
| ----- | ----- | ----- | ----- | ----- | ----- | ----- |
| 88    | 97    | 94    | 90    | 92    | 105   | 120   |

График промене броја становника у току последњих година